# Фархана Ямін
Фархана Ямін (нар. 22 лютого 1965) — британська юристка, публічна спікерка та кліматична активістка. Залучена координаторка екологічних програм та створювачка коаліцій при міжнародних організаціях з питань зміни клімату, сталого розвитку та політик підтримки довкілля, зокрема в країнах, що розвиваються.

## Життєпис
Народилася 22 лютого 1965 року. Вступила на курс філософії, політики та економіки у Сомервіль коледжі, Оксфорд, у 1983 році за програмою Управління освіти Внутрішнього Лондону щодо збільшення частки дітей із державних шкіл у Оксфордському та Кембриджському університетах.
Після університету 1990 року здобула адвокатську кваліфікацію і з тих пір є юрисконсульткою та стратегічною консультанткою у переговорах ООН з питань клімату.

## Діяльність
Ямін була провідною авторкою Міжурядової групи експертів з питань зміни клімату (IPCC), викладала в кількох університетах.
У 1998—2002 роках працювала над правовими та політичними питаннями, що виникають на міжнародних та європейських ринках вуглецю, і була провідною переговорницею міжурядової організації «Альянс малих острівних держав» (AOSIS) щодо міжнародних ринків вуглецю та відповідних правил, що стосуються Кіотського протоколу 1997 р. Очолювала консорціум, що консультував Європейську комісію щодо розробки Європейської директиви з торгівлі викидами з 1998 по 2002 рік. Пізніше рік працювала спеціальною радницею Конні Гедеґорт, комісарки ЄС з питань клімату.
Після внесок у виконання Марракеських угод у 2001 році (міжнародних правил, необхідних для завершення Кіотського протоколу), Ямін перейшла до праці з більшими країнами, що розвиваються, та до зв'язку клімату з політиками розвитку.
З 2003 по 2009 рік Ямін працювала старшою науковою співробітницею Інституту досліджень розвитку (IDS) Університету Сассекса, а також консультувала країни, що розвиваються, щодо кліматичних переговорів. Очолювала проєкт BASIC і координувала консорціум із 40 урядових департаментів та дослідницьких органів з Бразилії, Індії, Китаю та Південної Африки, що вивчав потенціал та інституційні виклики зміни клімату для цих чотирьох основних країн. У 2009 році, після завершення проекту BASIC, країни використали абревіатуру BASIC, для створення міжурядового форуму для продовження співпраці у питаннях кліматичних переговорів.
Фархана Ямін — авторка ряду публікацій, зокрема:
- книга «The International Climate Change Regime» (зі співавторкою Джоанною Депледж) (CUP, 2004)
- книга «Climate Change and Carbon Markets: A Handbook of Emissions Reduction Mechanisms» (Earthscan, 2005).
- редакторка двох бюлетнів IDS, які досліджували зв'язки між кліматом та розвитком, включаючи працю з ініціативи щодо становлення кліматичної адаптації як важливої дослідницької теми в IDS,
- брала учать у створенні кліматичної команди IDS.

У 2009—2012 роках займається філантропією, приєднавшись до Дитячого інвестиційного фонду (CIFF). Ямін наглядала за новими кліматичними проєктами Фонду, розробляла стратегічні документи та встановлювала процеси моніторингу та оцінки. В CIFF також була стратегічною та юридичною радницею Альянсу держав малих островів і консультувала такі країни, як Мальдіви. Форхана Ямін зіграла ключову роль у створенні Картахенського діалогу — коаліції розвинених країн та країн, що розвиваються, які працювали разом після дипломатичного провалу COP15 у 2009 році в Копенгагені.
Ямін викладала право та політику щодо зміни клімату на ряді курсів у Лондонському університеті SOAS, Кінгз-коледжі та Університеті Сассекса. Була запрошеною професоркою Університетського коледжу Лондона з 2013 по 2018 рік.
Форхана Ямін залишила CIFF у 2013, щоб зосередитись на кліматичних переговорах, забезпечити глобальне співтовариство амбіційним результатом в рамках Дурбанської платформи, яка організувала переговори 2016 року щодо Паризької угоди. Ямін працювала стратегинею і переговорницею для Маршаллових островів з 2013 по 2018 рік, період, який охоплював переговори щодо Паризької угоди та набрання нею сили, яке очолювала Коаліція високих амбіцій.
Досягненням стратегічної праці Ямін як створювачки коаліцій є включення цілі нульових чистових викидів до 2050 року до Паризької угоди. Їй широко приписують ідею досягнення довгострокової «полярної зірки» або цілі спрямування, яка є практичною та ефективною. У 2014 році Ямін створила «Трек 0», щоб допомогти координувати міжнародну кампанію, яка працювала за кадром як з учасниками переговорів, так і з неурядовими організаціями та аналітичними центрами.
У 2017—2018 роках Ямін досліджувала роль юристів та використання зростаючої кількості судових процесів щодо клімату у підвищенні амбіцій. Вона була розчарована загальноприйнятою політикою щодо клімату, вважаючи необхідними більш радикальні дії, рамки та тактику, такі як ненасильницькі прямі дії.
Форхана Ямін приєдналась до «Повстання проти вимирань» (Extinction Rebellion) у листопаді 2018 року. На початку 2019 була однією з координаторів його стратегічної групи, а також координаторкою політичної групи XR до червня 2019 року, коли відступила від участі у Extinction Rebellion. Вона брала участь у багатьох їхніх акціях протесту, в тому числі в тій, де приклеювала себе до лондонських офісів Royal Dutch Shell.
Зараз Ямін — старша юристка британської аналітичної компанії Systemiq та юристка у Chatham House. Членкиня Королівського товариства мистецтв (FRSA). Координує експериментальний проєкт «Camden's Think and Do Climate and Eco Action», створений за підтримки Ради Камдена, громадян та громадських груп для напрацювання прототипу нового виду руху «мислителів і діячів», що об'єднує всіх, хто працює над кліматом, соціальною та екологічною справедливістю, для створення радикальних рішень у співпраці, які працюють на місцевому рівні та можуть поширюватися на національному та глобальному рівнях.

## Нагороди
У листопаді 2020 року Фархана Ямін включена до списку BBC Radio 4 «Woman's Hour Power» 2020 року.